# لهستان در المپیک تابستانی ۱۹۲۴

آنتونی سیزیک (نفر دوم از سمت چپ در ردیف بالا) و تیم دوومیدانی لهستان در بازی های المپیک پاریس در سال 1924

لهستان در بازی‌های المپیک تابستانی ۱۹۲۴ که در شهر پاریس فرانسه برگزار شد، کاروان لهستان با ۶۵ ورزشکار در این رقابت‌ها شرکت کرد و موفق به کسب ۲ مدال (۰ طلا، ۱ نقره، ۱ برنز) شد. در جدول رتبه‌بندی توزیع مدال‌ها، لهستان در ردهٔ ۲۲ مسابقات قرار گرفت.